# Волиця (Волицька сільська громада)
Воли́ця (раніше також Волиця-Зарубинецька, Зарубинецька Волиця) — село в Україні, адміністративний центр Волицької сільської територіальної громади Житомирського району Житомирської області. Чисельність населення становить 686 осіб (2023). У 1923—2020 роках — адміністративний центр однойменної сільської ради.

## Загальна інформація
Розташовується на лівому березі річки Ів'янка, притоки Тетерева, за 9 км північно-східніше Андрушівки, за 7 км від залізничної станції Степок. Через село пролягає автодорога Житомир — Сквира.

## Населення
У 1863 році в селі налічувалося 730 жителів, з них 642 православних, 88 католиків, за довідником 1885 року в селі мешкало 735 осіб, налічувалося 74 дворових господарства, наприкінці 19 століття — 1 358 осіб, з них 700 чоловіків та 658 жінок, дворів — 244.
Відповідно до результатів перепису населення Російської імперії 1897 року, загальна кількість мешканців села становила 1 466 осіб, з них: православних — 1 178, римокатоликів — 263, чоловіків — 739, жінок — 727.
Відповідно до перепису населення СРСР 17 грудня 1926 року, чисельність населення становила 2 171 особу, з них 1 050 чоловіків та 1 121 жінка; за національністю: українців — 2 159, росіян — 4, поляків — 3, інших — 5. Кількість господарств — 507, з них несільського типу — 4.
На початок 1970-х років село мало 397 дворів із населенням 1 205 осіб.
Відповідно до результатів перепису населення СРСР, кількість населення станом на 12 січня 1989 року становила 928 осіб. Станом на 5 грудня 2001 року, відповідно до перепису населення України, кількість мешканців села становила 805 осіб.

### Мова
Розподіл населення за рідною мовою за даними перепису 2001 року:
| Мова       | Кількість | Відсоток |
| ---------- | --------- | -------- |
| українська | 787       | 97.76%   |
| російська  | 17        | 2.12%    |
| вірменська | 1         | 0.12%    |
| Усього     | 805       | 100%     |

## Історія

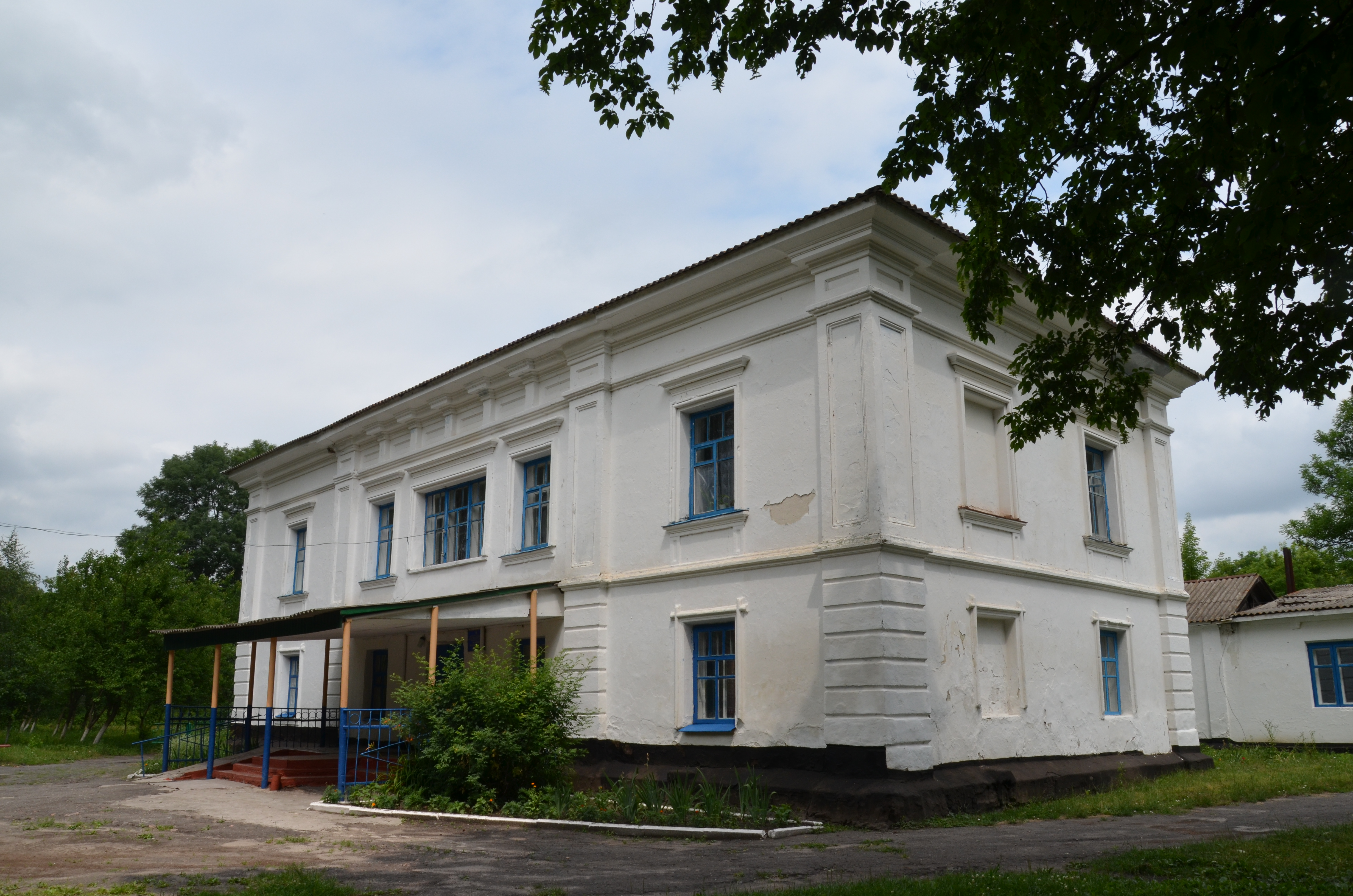
Маєток Раціборовських, зараз школа

Перша письмова згадка — 1605 рік. Засноване у 1726 році. Згадується у люстрації Київського воєводства 1754 року, власність стародубського стольника Прушинського, сплачувало із 60 дворів 9 злотих і 11,5 грошів до замку та 37 злотих і 16 грошів — до скарбу.
У середині 19 століття — село Сквирського повіту Київської губернії. Лежало на річці Івниця, за 4 версти від Степка, біля межі Житомирського повіту. Аби відрізнити від інших Волиць, село називали Зарубинецькою Волицею. Землі 2 630 десятин, належала Сигізмундові та Броніславу Рациборовським, перебувала в управлінні їх матері Терези. Дерев'яну церкву збудовано у 18 столітті. При церкві 56 десятин землі.
За довідником 1885 року — колишнє власницьке село Яроповицької волості Сквирського повіту Київської губернії. Лежало біля озера, були церковна парафія, католицька каплиця, школа, заїзд.
Наприкінці 19 століття — власницьке село Ходорківської волості (3 стану) Сквирського повіту Київської губернії. Відстань до повітового центру, м. Сквира — 60 верст, до волосного центру містечка Ходорків, де знаходилися також поштово-телеграфна та поштова земська станції — 15 верст, до найближчої залізничної станції Бровки — 17 верст. Основним заняттям мешканців було хліборобство. У селі числилося 3 098 десятин землі, з яких 1 993 десятини належало поміщикам, 1 011 десятин — селянам, 57 десятин — церкві, 37 десятин — іншим прошаркам населення. Маєток належав С. Рациборовському, перебував у оренді товариства Яроповицького цукрового заводу. Система господарювання на власницькій та селянській землі — трипілля. В селі були православна церква, римокатолицька каплиця Житомирського деканату (належала до католицької парафії в Івниці), церковно-парафіяльна школа, 2 вітряних млини, 3 кузні, 3 торгові лавки, 1 запасна хлібна комора. Пожежна команда утримувалася за кошти селян, складалася з 5 бочок.
У березні 1921 року, в складі волості, передане до Бердичівського повіту Київської губернії. У 1923 році включене до складу новоствореної Волицької сільської ради, яка 7 березня 1923 року увійшла до складу новоутвореного Ходорківського району Бердичівської округи; адміністративний центр ради. 27 червня 1925 року, внаслідок ліквідації Ходорківського району, село, в складі сільської ради, передане до Андрушівського району Бердичівської округи. Відстань до районного центру с. Андрушівка становила 8 верст, до окружного центру в Бердичеві — 45 верст, до найближчої залізничної станції Андрушівка — 8 верст.
За свідченнями очевидців, від Голодомору 1932—1933 років у селі загинуло 112 людей, імена лише 94 осіб вдалося встановити.
На фронтах Другої світової війни воювали 232 селян, 99 з них нагороджені орденами й медалями, 113 загинули. У 1956 році на їх честь споруджено пам'ятник, у 1965 році — обеліск Слави.
В радянські часи в селі розміщувалася центральна садиба колгоспу, який обробляв 2 580,7 га угідь, з них 2 267,5 га — рілля. Господарство вирощувало зернові й технічні культури, мало млин та пилораму, було розвинуте м'ясо-молочне тваринництво. 106 селян нагороджені орденами й медалями СРСР, серед них учителька О. С. Ремезова — орденом Леніна, завідувач свинофермою О. І. Рокитенець, свинарка Н. А. Паук, бригадир І. Й. Василевський — орденом Трудового Червоного Прапора. У селі були восьмирічна школа, будинок культури, бібліотека, фельдшерсько-акушерський пункт, дитячий садок, відділення зв'язку, ощадна каса, три магазини.
30 грудня 1962 року село, в складі сільської ради, увійшло до Попільнянського району Житомирської області, 4 січня 1965 року повернуте до складу відновленого Андрушівського району Житомирської області.
12 червня 2020 року, відповідно до розпорядження Кабінету Міністрів України № 711-р «Про визначення адміністративних центрів та затвердження територій територіальних громад Житомирської області», територію та населені пункти Волицької сільської ради Андрушівського району Житомирської області включено до складу новоутвореної Волицької сільської територіальної громади Житомирського району Житомирської області.

## Відомі люди
- Красовський Петро Ілліч (1925—1966) — повний кавалер ордена Слави.